# Sonny Johnson
Lennart Sonny Gunnar Johnson, född Jonsson 12 september 1938 i Eskilstuna, är en svensk skådespelare.
Johnson utbildade sig vid Manja Benkows teaterskola 1957. Efter det studerade han för Maria Schildknecht i Göteborg 1961–1963, Teaterhögskolan i Göteborg 1970–1973 och Sveriges Radios Radioteaterutbildning 1977.
Johnson är mest känd som polisen Grahn i TV-serierna Polisen i Strömstad från 1980-talet.

## Filmografi
- 1964 – Svenska bilder
- 1973 – Ebon Lundin
- 1973 – Bröd för dagen
- 1974 – Jourhavande
- 1976 – Raoul  Wallenberg
- 1980 – Sverige åt svenskarna
- 1981 – Kallocain (TV-serie)
- 1981 – Spelet om Radarn SVT Göteborg Pelle Bergendahl
- 1982 – Polisen som vägrade svara (TV-serie)
- 1982 – På äldre dar (TV-serie)
- 1984 – Polisen som vägrade ge upp (TV-serie)
- 1988 – Polisen som vägrade ta semester (TV-serie)
- 1993 – Polisen och domarmordet (TV-serie)
- 1994 – Rena Rama  Rolf (TV-serie)
- 1996 – Polisen och pyromanen (TV-serie)
- 1997 – Hitler och vi på Klamparegatan
- 1999 – Noll tolerans
- 1999 – Vita lögner (TV-serie)
- 2000 – Det nya landet (TV-serie)
- 2003 – Dogville
- 2006 – Poliser (TV-serie)
- 2012 – Lifestyle
- 2012 – Cockpit
- 1982 – Landet Runt (TV-serie)
- 1977 – Titta in
- 1971 – Fri dramatik
- 1970 – Nattkröken
- 1967 – De svåra situationerna
- 1963 – Den osynliga
- 2014 – Sommaren 92
- 2011 – Dark Side